# Rare (Calibro 35)
Rare, pubblicato nel 2010, è una raccolta del gruppo musicale italiano Calibro 35.

## Il disco
Uscita in Italia e negli Stati Uniti nel dicembre 2010, la raccolta contiene brani inediti, b-sides e cover di colonne sonore realizzate dalla band nei primi tre anni di attività.

## Tracce
1. Ballando In Balera
2. Appuntamento Al Contessa
3. E Nessuno Si Farà Male
4. La Polizia (Brasiliana) S'Incazza
5. L'Uomo Dagli Occhi Di Ghiaccio
6. Uomini Si Nasce Calibro Si Muore
7. Svolta Sul Caso D'Amario
8. Milano New York Solo Andata
9. Come Un Romanzo
10. La Polizia Sta A Guardare
11. Trafelato (Versione Alternativa)
12. Summertime Killer (Versione Alternativa)
13. Notte In Bovisa (Versione Alternativa)
14. I Milanesi Ammazzano Il Sabato
15. Si Dicono Tante Cose (Versione Alternativa)

## Formazione
- Enrico Gabrielli - tastiere, fiati
- Fabio Rondanini - batteria, percussioni
- Luca Cavina - basso
- Massimo Martellotta - chitarra
- Tommaso Colliva - produzione